# Svarttjärnen (Floda socken, Dalarna, 670868-143380)
Svarttjärnen är en sjö i Gagnefs kommun i Dalarna och ingår i Dalälvens huvudavrinningsområde.